# 瓜尔迪亚隆巴尔迪
瓜尔迪亚隆巴尔迪（義大利語：Guardia Lombardi），是意大利阿韦利诺省的一个市镇。总面积55.61平方公里，人口1859人，人口密度33.4人/平方公里（2009年）。ISTAT代码为064040。